# Vaccinium brachytrichum
Vaccinium brachytrichum är en ljungväxtart som beskrevs av Herman Otto Sleumer. Vaccinium brachytrichum ingår i Blåbärssläktet, och familjen ljungväxter. Inga underarter finns listade i Catalogue of Life.